# Comme un vol d'aigles
Comme un vol d'aigles (titre original : On Wings of Eagles) est un roman britannique de Ken Follett, publié en 1983 et traduit en français en 1997

## Résumé
Ce livre relate l'histoire vraie de deux salariés d'EDS, emprisonnés en Iran juste avant la révolution de 1979, pour faire pression sur le gouvernement américain.

Devant la passivité des autorités américaines, le PDG d'EDS, Ross Perot va lui-même organiser une opération commando pour faire libérer les deux employés de sa firme. L'opération est commandée par le colonel Arthur "Bull" Simons, ancien officier des forces spéciales, qui monte une équipe de sauvetage composée d'employés d'EDS.
La mini-série Sur les ailes de l'aigle ou Commando sur Téhéran d'Andrew V. McLaglen avec Burt Lancaster et Richard Crenna, relate cette histoire.